# Classica di San Sebastián 2003
La Classica di San Sebastián 2003, ventitreesima edizione della corsa e valevole come prova della Coppa del mondo 2003, si svolse il 9 agosto 2003, per un percorso totale di 227 km. Fu vinta dall'italiano Paolo Bettini, al traguardo con il tempo di 5h44'42" alla media di 39.513 km/h.
All'arrivo 143 ciclisti portarono a termine il percorso

## Squadre partecipanti
| N.      | Cod. | Squadra                           |
| ------- | ---- | --------------------------------- |
| 1-8     | CSC  | Team CSC                          |
| 11-18   | BAN  | iBanesto.com                      |
| 21-28   | COF  | Cofidis, le Crédit par Téléphone  |
| 31-38   | COA  | Team Bianchi                      |
| 41-48   | FAS  | Fassa Bortolo                     |
| 51-58   | GST  | Gerolsteiner                      |
| 61-68   | LOT  | Lotto-Domo                        |
| 71-78   | ONE  | ONCE-Eroski                       |
| 81-88   | RAB  | Rabobank                          |
| 91-98   | USP  | US Postal Service p/b Berry Floor |
| 101-108 | ALS  | Alessio                           |
| 111-118 | DVE  | Domina Vacanze-Elitron            |
| 121-128 | KEL  | Kelme-Costa Blanca                |

| N.      | Cod. | Squadra                            |
| ------- | ---- | ---------------------------------- |
| 131-138 | LAM  | Lampre                             |
| 141-148 | PHO  | Phonak Hearing Systems             |
| 151-158 | SAE  | Saeco-Longoni Sport                |
| 161-168 | VIN  | Vini Caldirola-Sidermec-Saunier D. |
| 171-178 | TEL  | Team Telekom                       |
| 181-188 | A2R  | AG2R Prévoyance                    |
| 191-198 | C.A  | Crédit Agricole                    |
| 201-208 | EUS  | Euskaltel-Euskadi                  |
| 211-218 | QSD  | Quick Step-Davitamon               |
| 221-228 | ALM  | Paternina-Costa de Almeria         |
| 231-238 | CRF  | Colchon Relax-Fuenlabrada          |
| 241-248 | LB2  | Labarca-2-Cafe Baque               |

## Ordine d'arrivo (Top 10)
| Pos. | Corridore            | Squadra       | Tempo    |
| ---- | -------------------- | ------------- | -------- |
| 1    | Paolo Bettini        | Quick Step    | 5h44'42" |
| 2    | Ivan Basso           | Fassa Bortolo | s.t.     |
| 3    | Danilo Di Luca       | Saeco         | a 20"    |
| 4    | Francesco Casagrande | Lampre        | s.t.     |
| 5    | Andrea Noè           | Alessio       | a 23"    |
| 6    | Gorka Gerrikagoitia  | Euskaltel     | a 33"    |
| 7    | Davide Rebellin      | Gerolsteiner  | s.t.     |
| 8    | Michael Boogerd      | Rabobank      | a 34"    |
| 9    | Michael Rasmussen    | Rabobank      | a 37"    |
| 10   | Paolo Valoti         | Domina Vac.   | a 1'53"  |